# Regola di san Francesco

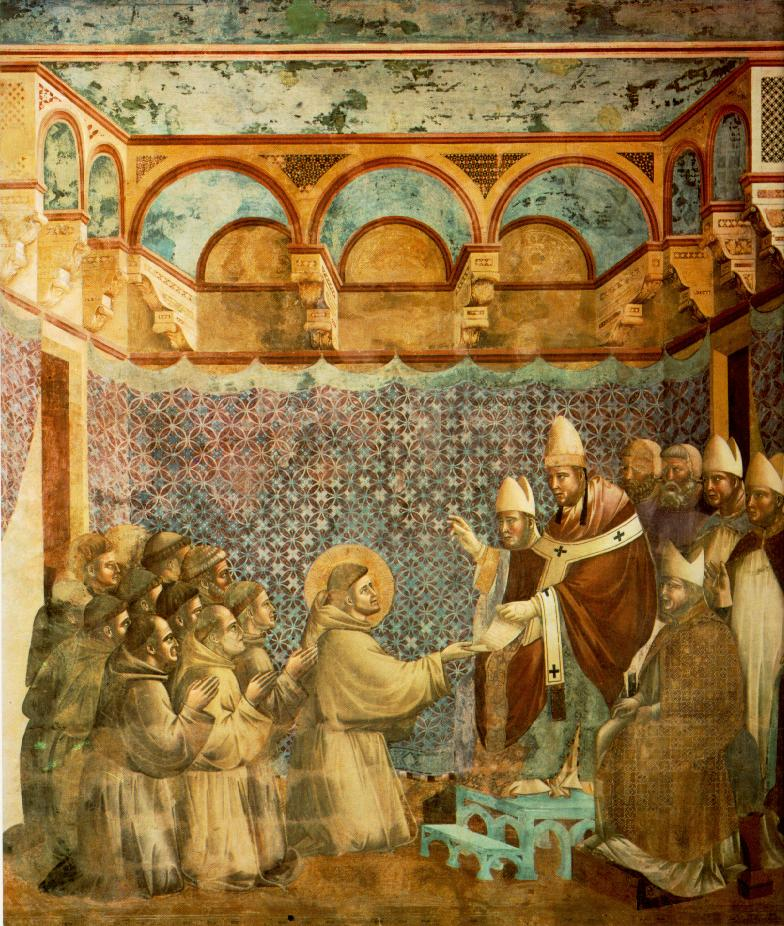
Innocenzo III conferma la Regola francescana Giotto (1290-1295) Basilica superiore di Assisi

La Regola di San Francesco è il documento redatto da San Francesco d'Assisi, con il quale egli intese dare alla comunità di frati che lo seguivano, sia l'indirizzo spirituale del nascente Ordine francescano, che una serie di norme pratiche destinate a regolare la loro vita quotidiana. 
Di essa esiste una prima versione chiamata Propositum o Prima Regola, una versione intermedia o Regola non bollata e una versione definitiva o Regola bollata. Esiste anche un supplemento di Regola per i frati desiderosi di condurre una vita solamente contemplativa, la Regola di vita negli eremi, che fu redatta tra il 1217 e il 1221, e una Seconda Regola redatta assieme a Santa Chiara per il ramo femminile dell'Ordine, le suore Clarisse.

## Propositum
Chiamata anche Prima Regola, fu il fondamento della Regola francescana e venne costituita da vari scritti di San Francesco dal 1209 fino al 1210. Francesco ricevette ispirazione per essa durante gli anni in cui si era formata la piccola comunità di frati che viveva nella chiesetta della Porziuncola: il Poverello d’Assisi mise per iscritto il suo Propositum Vitae (proposito di vita) senza alcuna elaborazione teologica, ovvero scritto in modo molto semplice e breve, per presentarlo alla massima autorità della chiesa cattolica. Quando la comunità raggiunse i 12 elementi (in base ai documenti lasciati in eredità da Tommaso da Celano, 12 sembrerebbe un numero simbolico: come gli apostoli e Gesù Cristo), Francesco decise infatti di recarsi a Roma per incontrare il pontefice, Innocenzo III, e chiedergli il riconoscimento della Regola. Lui stesso ne parla nel suo testamento: "E da quando il Signore mi diede la cura dei frati, nessuno mi mostrava che cosa dovessi fare; ma lo stesso Altissimo mi rivelò che dovevo vivere a norma del Santo Vangelo. E feci scrivere questo con poche e semplici parole, e il signor Papa me lo confermò".

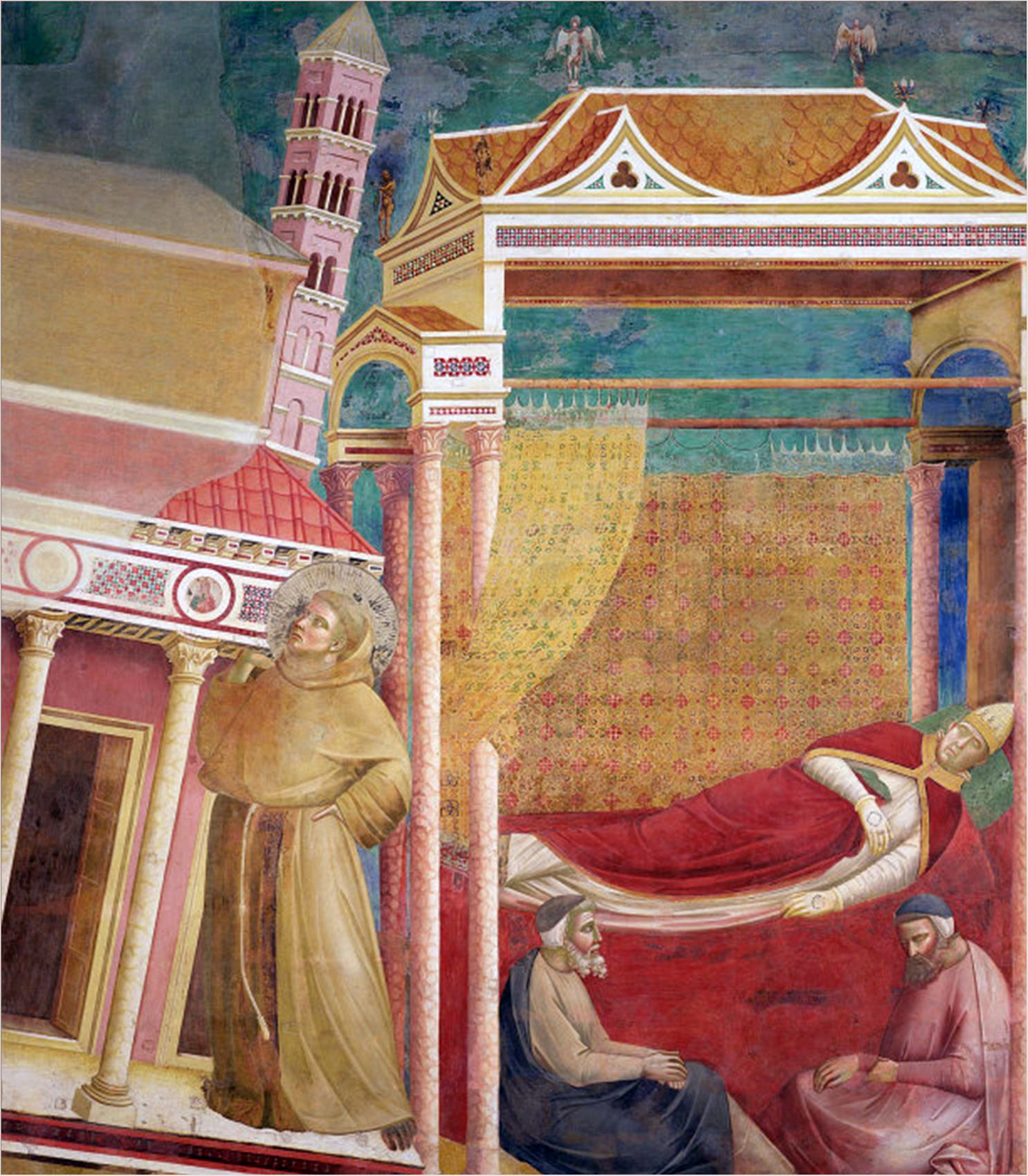
Sogno di Innocenzo III Giotto (1290-1295) Basilica superiore di Assisi

Giunti a Roma, Francesco e i suoi compagni dovettero attendere quasi tre mesi fuori dalla residenza del Papa, che allora si trovava nel Palazzo Laterano, contiguo alla Basilica di San Giovanni in Laterano. L'attesa oltre che lunga fu molto faticosa, perché le guardie pontificie, in mancanza di autorizzazione del Papa, impedivano loro l'ingresso a palazzo. Durante questo periodo, Francesco e i suoi fraticelli dormivano per strada e vivevano di elemosina. Innocenzo III alla fine dovette cedere e decise di dare loro udienza, pare dopo aver fatto un sogno che San Bonaventura da Bagnoregio ci ha riportato nella Legenda Maior: "Come il Papa vedeva la basilica lateranense esser già prossima alla rovina; la quale era sostenuta da un poverello (si intende il beato Francesco), mettendole sotto il proprio dosso perché non cadesse".  
Dopo che Francesco e i suoi compagni ebbero finito di esporre la forma di vita o Regola per i frati, composta da frasi evangeliche e norme di vita, il pontefice diede la sua approvazione, avvenuta solo oralmente, anche perché aveva intuito che per contrastare il fiorire di movimenti religiosi popolari che spesso diffondevano idee eretiche, come i patarini e i catari, occorreva incoraggiare la predicazione popolare dei gruppi religiosi fedeli al Papa e alla Tradizione della Chiesa. Questa intuizione fu ripresa dal successivo IV Concilio Lateranense, che legittimò gli ordini mendicanti e diede impulso alla predicazione popolare sotto il controllo della Chiesa.
Sempre la Legenda Maior riporta che "quando il Papa approvò la Regola e diede mandato di predicare la penitenza, e ai frati, che avevano accompagnato il Santo, fece fare corone, perché predicassero il verbo di Dio".
Il testo originale di questa Regola successivamente fu disperso, forse volutamente, durante le diatribe sorte nell'Ordine Francescano dopo la morte di San Francesco.

## Regola non bollata
Nel 1221, a seguito della rinuncia di Francesco al governo dell'ordine francescano, venne convocato il Capitolo delle stuoie. Durante tale momento fu nominato vicario Frate Elia da Cortona e venne approvata una seconda regola, divisa in 23 capitoli. Essa non fu però sottoposta al Pontefice, e quindi non rivestì mai il ruolo di regola ufficiale non essendo mai stata riconosciuta da una bolla ai sensi del diritto canonico. 
Caratterizzata da uno stile di povertà assoluta, venne approvata solo oralmente da Innocenzo III.

## Regola bollata
La terza regola, quella definitiva ed in vigore a tutt'oggi, fu scritta da San Francesco nel romitaggio di Fonte Colombo in collaborazione col Cardinale Ugolino di Anagni, patrono dell'ordine francescano (divenuto Papa con il nome di Gregorio IX), che ne corresse alcuni aspetti e vi diede una forma giuridica. Strutturata in 12 capitoli, venne approvata il 29 novembre 1223 da papa Onorio III con la bolla Solet annuere.
Dopo la morte del Santo (1226) si crearono polemiche sull’osservanza della regola, determinando la prima frattura in seno all'ordine francescano. Si iniziò a discutere se si dovesse seguire la "Regola non bollata" o la "Regola bollata", creando forti attriti che poi portarono alla scissione dell'Ordine in due rami: gli "spirituali" ed i "conventuali". I primi fecero propria la cosiddetta "Regola non bollata", cioè la regola approvata solo oralmente da Innocenzo III, che prescriveva ai singoli frati e all'Ordine di vivere l'amore di Cristo e del prossimo in assoluta povertà e gioiosa libertà. I secondi, invece, fecero propria la "Regola bollata" approvata da papa Onorio III, un po' meno severa e che favoriva uno stile di vita cenobitico più organizzato.
Più che per il modo di intendere e praticare la povertà evangelica, i due rami si distinsero per il "ruolo" che attribuirono all'Ordine: gli spirituali fecero propria la vita ascetica e mendicante che aveva contraddistinto l'Ordine ai suoi inizi, mentre i conventuali preferirono una vita più conventuale e di cura delle anime. Tipica figura di frate conventuale fu Sant'Antonio di Padova, noto tanto per la sua povertà radicale, quanto per la sua opera di apostolato.
Col passare dei secoli, l'Ordine fu oggetto di continui tentativi di riforma. La più ampia fu quella avviata dal frate Matteo da Bascio che portò alla nascita dell'Ordine dei frati minori cappuccini, che hanno cercato di coniugare vita conventuale e povertà austera. Essi, caratterizzati per le lunghe barbe, hanno preso il nome dal proprio cappuccio, ereditato dai monaci camaldolesi e più lungo di quello degli altri Ordini francescani. 

### Testo della Regola bollata
1. Nel nome del Signore incomincia la regola e la vita dei frati minori - La regola e la vita dei frati minori è questa, cioè osservare il santo Vangelo del Signore nostro Gesù Cristo, vivendo in obbedienza, senza nulla di proprio e in castità. Frate Francesco promette obbedienza e ossequio al signor Papa Onorio e ai suoi successori canonicamente eletti e alla Chiesa romana. E gli altri frati siano tenuti a obbedire a frate Francesco e ai suoi successori.
2. Di coloro che vogliono abbracciare questa vita e in quale modo debbano essere accolti - Se alcuni vorranno intraprendere questa vita e verranno dai nostri frati, questi li mandino dai loro ministri provinciali, ai quali soltanto e non ad altri sia concesso di ricevere i frati. I ministri poi diligentemente li esaminino intorno alla fede cattolica e ai sacramenti della Chiesa. E se credono tutte queste cose e le vogliono fedelmente professare e osservare fino alla fine e non hanno moglie o, qualora l'abbiano, essa sia già entrata in monastero o abbia dato loro il permesso con l'autorità del vescovo diocesano, dopo aver fatto voto di castità e le mogli siano di tale età che non possa nascere su di loro alcun sospetto; dicano ad essi la parola del Santo Vangelo, che vadano e vendano tutto quello che hanno e procurino di darlo ai poveri. Se non potranno farlo, basta ad essi la buona volontà. E si guardino i frati e i loro ministri di essere solleciti delle loro cose temporali, affinché dispongano delle medesime liberamente secondo l'ispirazione del Signore. Se tuttavia si chiedesse loro un consiglio, i ministri li potranno mandare da persone timorate di Dio perché con il loro aiuto diano i loro beni ai poveri. Poi concedano loro i panni della prova, cioè due tonache senza cappuccio e il cingolo e i pantaloni e il capperone fino al cingolo, se ai ministri non sembrerà diversamente secondo Dio. Terminato l'anno della prova siano ricevuti all'obbedienza promettendo di osservare sempre questa vita e la Regola. E in nessun modo sarà lecito di uscire da questa Religione secondo il decreto del signor Papa; poiché, come dice il Vangelo, nessuno che pone la mano all'aratro e poi si volge indietro è atto al regno di Dio (Lc 9,62). E quelli che hanno già promesso obbedienza, abbiano una tonaca con il cappuccio e un'altra senza, coloro che la vorranno avere. E coloro che sono costretti da necessità possano portare calzature. E tutti i frati si vestano di abiti vili che possono rattoppare con sacco e altre pezze con la benedizione di Dio. I quali ammonisco ed esorto di non disprezzare e di non giudicare gli uomini che vedono vestiti di abiti molli e colorati ed usano cibi e bevande delicate, ma piuttosto ciascuno giudichi e disprezzi sé stesso.
3. Dell'Ufficio divino e del digiuno, e come i frati debbano andare per il mondo - I chierici recitino il divino ufficio secondo il rito della santa Chiesa romana eccetto il salterio, e perciò potranno avere i breviari. I laici dicano ventiquattro Pater Noster per il mattutino, cinque per le lodi; per prima, terza, sesta, nona, per ciascuna di queste, sette; per il Vespro dodici; per compieta sette; e preghino per i defunti. E digiunino dalla festa di tutti i santi fino alla Natività del Signore. La santa Quaresima invece, che incomincia dall'Epifania e dura ininterrottamente per quaranta giorni e che il Signore santificò con il suo digiuno, coloro che volontariamente la passano nel digiuno siano benedetti dal Signore, e coloro che non vogliono non vi siano obbligati (Mt 4,2). Ma l'altra, fino alla Resurrezione del Signore, la passino digiunando. Negli altri tempi non siano tenuti a digiunare, se non il venerdì. Nei casi di manifesta necessità i frati non siano tenuti al digiuno corporale. Consiglio poi, ammonisco ed esorto i miei frati nel Signore Gesù Cristo che, quando vanno per il mondo, non litighino, ed evitino le dispute di parole, ne giudichino gli altri; ma siano miti, pacifici e modesti, mansueti e umili, parlando onestamente con tutti, così come conviene (Tim 2,14). E non debbano cavalcare se non siano costretti da evidente necessità o infermità. In qualunque casa entreranno prima dicano: Pace a questa casa (Lc 10,5). E secondo il santo Vangelo potranno mangiare di tutti i cibi che saranno loro presentati (Lc 10,8).
4. Che i frati non ricevano denaro - Ordino fermamente a tutti i frati che in nessun modo ricevano denari o pecunia direttamente o per interposta persona. Tuttavia per le necessità dei malati e per vestire gli altri frati, i ministri soltanto e i custodi per mezzo di amici spirituali, abbiano sollecita cura secondo i luoghi, la circostanza, il clima delle regioni, così come sembrerà convenire alla necessità, salvo sempre, come è stato detto, che non ricevano in nessuna maniera denaro o pecunia.
5. Del modo di lavorare - Quei frati ai quali il Signore ha concesso la grazia di lavorare, lavorino con fedeltà e con devozione, così che, allontanato l'ozio, nemico dell'anima, non spengano lo spirito della santa orazione e devozione al quale devono servire tutte le altre cose temporali. Come ricompensa del lavoro per sé e per i loro frati ricevano le cose necessarie al corpo, eccetto denari o pecunia, e questo umilmente, come conviene a servi di Dio e a seguaci della santissima povertà.
6. Che i frati nulla si approprino; del chiedere elemosine e dei frati ammalati - I frati non si approprino di nulla, ne casa, ne luogo, o alcuna altra cosa. E come pellegrini e forestieri in questo mondo (Petr 2,11), servendo al Signore in povertà ed umiltà, vadano per l'elemosina con fiducia (Cor 8,9). Ne devono vergognarsi, perché il Signore si e fatto povero per noi in questo mondo. Questa e, fratelli miei carissimi, l'eccellenza dell'altissima povertà, che vi costituisce eredi e re del regno dei cieli, facendovi poveri di cose e ricchi di virtù (Jac 2,5). Questa sia la vostra porzione che vi conduce alla terra dei viventi (Ps 141,6). E a questa povertà, fratelli carissimi, totalmente uniti, non vogliate aver altro sotto il cielo, per sempre, nel nome del Signore nostro Gesù Cristo. E ovunque sono e si troveranno i frati, si mostrino familiari tra loro. E ciascuno manifesti con fiducia all'altro le sue necessità, poiché se la madre nutre e ama il suo figlio carnale (Thess 2,7), con quanto più affetto uno deve amare e nutrire il suo fratello spirituale? E se uno di essi cadrà malato, gli altri frati lo devono servire come vorrebbero essere serviti (Mt 7,12).
7. Della penitenza che si deve imporre ai frati che peccano - Se alcuni frati, per istigazione del nemico, avranno mortalmente peccato, per quei peccati per i quali sarà stato ordinato tra i frati di ricorrere ai soli ministri provinciali, i predetti frati siano tenuti a ricorrere ad essi quanto prima potranno senza indugio. I ministri poi, se sono sacerdoti, impongano con misericordia ad essi la penitenza; se invece non sono sacerdoti, la facciano imporre da altri sacerdoti dell'Ordine, così come sembrerà più opportuno, secondo Dio. E devono guardarsi di non adirarsi ne risentirsi per il peccato commesso da un frate, poiché l'ira e il risentimento impediscono in sé e negli altri la carità.
8. Dell'elezione del ministro generale di questa fraternità, e del capitolo della Pentecoste - Tutti i frati siano tenuti sempre ad avere uno dei frati di quest'Ordine come ministro generale e servo di tutta la fraternità e a lui devono fermamente obbedire. Alla sua morte l'elezione del successore sia fatta dai ministri provinciali e dai custodi nel Capitolo di Pentecoste, al quale i ministri provinciali siano tenuti sempre ad intervenire dovunque sarà stabilito dal ministro generale; e questo una volta ogni tre anni o entro un termine maggiore o minore, così come dal predetto ministro sarà ordinato. E se talora ai ministri provinciali e ai custodi all'unanimità sembrasse che detto ministro non fosse idoneo al servizio e al comune bene dei frati, i predetti ministri e custodi, ai quali e commessa l'elezione, siano tenuti nel nome del Signore ad eleggersi un altro custode. Dopo il Capitolo di Pentecoste i singoli ministri e custodi possono, se vogliono e lo credono opportuno, radunare nello stesso anno, una volta i loro frati a capitolo.
9. Dei predicatori - I frati non predichino nella diocesi di alcun vescovo qualora dallo stesso vescovo fosse loro proibito. E nessun frate osi predicare al popolo se prima non sia stato esaminato e approvato dal ministro generale di questa fraternità e non abbia ricevuto dal medesimo l'ufficio della predicazione. Ammonisco anche ed esorto gli stessi frati che nella loro predicazione le loro parole siano ponderate e caste a utilità (Ps 11,7; 17,31) e a edificazione del popolo, annunciando ai fedeli i vizi e le virtù, la pena e la gloria con brevità di discorso poiché il Signore disse sulla terra parole brevi (Rom 9,28).
10. Dell'ammonizione e della correzione dei frati - I frati, che sono ministri e servi degli altri frati, visitino e ammoniscano i loro frati e li correggano con umiltà e carità, non ordinando ad essi niente che sia contro alla loro anima e alla nostra Regola. I frati poi, che sono sudditi, si ricordino che per Dio hanno rinnegato la propria volontà. Per cui fermamente ordino loro di obbedire ai ministri in tutte quelle cose che promisero al Signore di osservare e non sono contrarie all'anima e alla nostra Regola. E ovunque ci siano dei frati che sapessero e conoscessero di non potere spiritualmente osservare la Regola, debbano e possano ricorrere ai loro ministri. E i ministri li accolgano con carità e benevolenza e mostrino ad essi tanta familiarità che quelli possano parlare e fare con essi così come parlano e fanno i padroni con i loro servi; infatti così deve essere, che i ministri siano i servi di tutti i frati. Ammonisco poi ed esorto nel Signore Gesù Cristo, che si guardino i frati da ogni superbia, vana gloria, invidia, avarizia (Lc 12,15), dalle cure e dalle preoccupazioni di questo mondo (Mt 13,22), dalla detrazione e dalla mormorazione. E se non sanno di lettere, non si preoccupino di apprenderle, ma attendano a ciò che devono desiderare sopra ogni cosa: avere lo Spirito del Signore e le sue opere, per pregare sempre con cuore puro e avere umiltà, pazienza nelle persecuzioni e nelle infermità e amare quelli che ci perseguitano e ci riprendono e ci calunniano, poiché dice il Signore: Amate i vostri nemici e pregate per quelli che vi perseguitano e vi calunniano (Mt 5,44).   Beati quelli che sono perseguitati per la giustizia, poiché di essi e il regno dei cieli (Mt 5,10).   E chi persevererà fino alla fine, questi sarà salvo (Mt 10,22).
11. Che i frati non debbono entrare nei monasteri delle monache - Ordino fermamente a tutti i frati di non avere vicinanza o colloqui con donne tali da ingenerare sospetto, e di non entrare in monasteri di monache, eccetto quelli ai quali è stata data dalla Sede apostolica una speciale licenza. Ne si facciano padrini di uomini e di donne, affinché per questa occasione non sorga scandalo tra i frati e dai frati.
12. Di coloro che si recano tra i saraceni e gli altri infedeli - Quei frati che, per divina ispirazione, vorranno andare tra i Saraceni e tra gli altri infedeli, ne chiedano il permesso ai loro ministri provinciali. I ministri poi non diano a nessuno il permesso se non a quelli che riterranno idonei ad essere mandati. Per obbedienza, inoltre, ordino ai ministri che chiedano al signor Papa uno dei cardinali della Santa Chiesa romana il quale sia governatore, protettore e correttore di questa fraternità affinché sempre sudditi e soggetti ai piedi della medesima Santa Chiesa, stabili nella fede (Col 1,23) cattolica, osserviamo la povertà, l'umiltà e il Santo Vangelo del Signor nostro Gesù Cristo, che abbiamo fermamente promesso.

## Le altre regole
Venne scritto anche un supplemento della regola francescana, la Regola di vita negli eremi, scritta nel 1217-1221, per i frati dediti unicamente alla vita contemplativa. Francesco inoltre ispirò anche la Regola del ramo femminile dell'Ordine approvata il 9 agosto 1253 da papa Innocenzo IV, appena due giorni prima della morte di Santa Chiara.